# Рафохи
Рафохи (малаг. Rafohy; XVI век, Мадагаскар — около 1540, Малагасийское королевство) — средневековая правительница Алазоры в центральном нагорье Мадагаскара. Правила в 1530—1540 годах. Происходила из коренного народа Мадагаскара, вазимба. Её имя означает «невысокая».
Она наследовала престол после смерти матери Рангиты. По некоторым иным источникам, Рангита была старшей сестрой Рафохи. Устная традиция не разъясняет достаточно точно родственные связи Рангиты и Рафохи. Согласно самой популярной версии, у Рангиты было два сына (одним из которых был Андриаманело) и одна дочь, Рафохи.
Рафохи дважды выходила замуж. В первом браке у неё родился один сын. Во второй раз она вышла замуж за мужчину-мерина по имени Манелобе и родила дочь и Андриаманело (1540—1575), назначенного преемником королевской власти.
У вазимба было принято погружать тела в священные водоёмы. Говорят, что Рангита и Рафохи после смерти были положены в серебряные гробы в виде каноэ, которые погрузили в болото.